# Logrolling
Il logrolling consiste nello scambio di favori, o do ut des, come lo scambio dei voti da parte di membri dell'organo legislativo al fine di ottenere l'approvazione di provvedimenti di interesse reciproco. Il termine si può riferire anche al fenomeno dei "riferimenti incrociati" (cross quoting) nelle pubblicazioni da parte degli accademici al fine di incrementare fittiziamente il conteggio delle citazioni. La Nuttall Encyclopedia definisce la voce logrolling come "mutuo elogio da parte degli autori del reciproco lavoro." L'eroe americano David Crockett è stato uno dei primi ad utilizzare il termine con riferimento all'ambito legislativo:

Il primo utilizzo noto del termine fu del politico David Crockett, che disse all'assemblea (della Camera dei rappresentanti) nel 1835, "alla mia gente non piace che io faccia log-rolling nei loro affari, e voti per togliere diritti di prelazione a persone di altri stati che mai provocheranno un incendio nella loro terra."

L'origine più ampiamente accettata risale alla vecchia usanza secondo la quale i vicini si aiutavano vicendevolmente nello spostamento dei tronchi. Se due vicini avevano tagliato una grande quantità di legname che doveva essere spostato, la cosa più sensata per entrambi era collaborare per far rotolare i tronchi. Questo metodo è simile al cosiddetto barn-raising in cui una persona aiuta il vicino nella costruzione del granaio e poi riceve dal medesimo vicino aiuto per costruire il proprio. Ecco un esempio dell'uso originale del termine:

"Una famiglia arriva per stabilirsi nella foresta," scrisse un osservatore nel 1835. "I vicini abbandonano le proprie occupazioni, si caricano le scuri sulle spalle e si uniscono al log-rolling. Lavorano duramente per tutta la giornata, e alla fine vanno a riposarsi, lasciando i nuovi arrivati con i loro auguri e con una abitazione."

Sebbene la maggior parte delle fonti sostenga tale etimologia, un'altra possibile origine può risalire allo sport omonimo in cui due concorrenti cercano di farsi cadere a vicenda nell'acqua stando in piedi su un tronco. Ciascuno deve rimanere in piedi al ritmo dell'altro o rischia di cadere, rendendo quindi l'attività di tipo cooperativo.
La rivista  statunitense Spy pubblicò un servizio speciale intitolato "Il logrolling ai giorni nostri" che citava esempi ambigui o umoristici di mutui elogi riportati dalle quarte di copertina da parte di coppie di autori. La rivista inglese "Private Eye" punta regolarmente l'attenzione su presunti casi di logrolling da parte di autori negli articoli di "libri dell'anno" pubblicati dai quotidiani e dai periodici britannici.